# 東京都知事一覧
東京都知事一覧（とうきょうとちじいちらん）は、歴代の東京都知事の一覧である。ただしその前身および間接的な前身となる、江戸府・東京府・東京市・東京都の歴代首長を含む。
- 江戸府 - 1868年7月1日（慶応4年5月12日）に設置。東京府の前身。首長は、江戸府知事（えどふちじ）。
- 東京府 - 1868年10月2日（慶応4年8月17日）、江戸を東京に改称した際に設置。首長は、東京府知事（とうきょうふちじ）。
- 東京市 - 1889年（明治22年）5月1日に設置。首長は、東京市長（とうきょうしちょう）。
- 東京都 - 1943年（昭和18年）7月1日、東京府・東京市を廃止し設置。首長は当初は、東京都長官（とうきょうとちょうかん）。
  - 1945年（昭和20年）6月10日の地方総監府設置にともない東京都長官は関東信越地方総監を兼任（同年10月31日まで）。
  - 東京都長官は官選であった。ただし、1946年（昭和21年）の東京都制改正により最後の東京都長官のみ公選され、地方自治法附則第3条第1項の規定によりそのまま東京都知事に移行した。
  - 1947年（昭和22年）5月3日の地方自治法施行以降の首長は、東京都知事（とうきょうとちじ）。
  - 東京都知事は公選（民選）である。「東京都知事選挙」参照。

## 一覧
| 江戸府知事 (1868)      |    |                            |              |                                     |                                      |              |                       | |
| 代                     | 期 | 写真                       | 氏名         | 任期初日                            | 任期終日                             | 出身         | 年齢                  | 前職等・期・備考 |
| 01                     | 01 |                            | 烏丸光徳     | 1868年07月13日 （慶應04年05月24日） | 1868年10月05日 （慶應4年08月20日）   | 京都府       | 36歳                  | 参議 在任中に「東京府」に改正、東京府知事に移行 |
| 東京府知事 (1868-1943) |    |                            |              |                                     |                                      |              |                       | |
| 代                     | 期 | 写真                       | 氏名         | 任期初日                            | 任期終日                             | 出身         |                       | 前職等・期・備考 |
| 01                     | 01 |                            | 烏丸光徳     | 1868年10月05日 （慶應04年08月20日） | 1868年12月20日 （明治元年11月07日）  | 京都府       | 36歳                  | 1期 |
| 02                     | 02 |                            | 大木喬任     | 1869年01月16日 （明治元年12月04日） | 1869年08月22日 （明治02年07月15日）  | 佐賀県       |                       | 参与 1期 1869年6月24日（明治2年5月15日）まで 議政官参与兼任 退任日付けで東京府大参事                                                                |
| 03                     | 03 |                            | 壬生基修     | 1869年11月06日 （明治02年10月03日） | 1871年09月07日 （明治04年07月23日）  | 京都府       | 34歳                  | 公家・水原県知事 1期 |
| 04                     | 04 |                            | 由利公正     | 1871年09月07日 （明治04年07月23日） | 1872年08月18日 （明治05年07月15日）  | 福井県       |                       | 参与会計事務掛 1期 |
| 05                     | 05 |                            | 大久保一翁   | 1872年06月30日 （明治05年05月25日） | 1875年012月19日 （明治08年12月19日） | 東京都       |                       | 幕臣・静岡県参事、由利の免官に先立ち任命された。 1期                                                                                                |
| 06                     | 06 |                            | 楠本正隆     | 1875年（明治08年）12月19日          | 1877年（明治10年）01月22日           | 長崎県       |                       | 権知事 内務大丞兼任 |
| 06                     | 06 | 1877年（明治10年）01月22日 | 楠本正隆     | 1879年（明治12年）12月12日          |                                      | 長崎県       | 1期                   | |
| 07                     | 07 |                            | 松田道之     | 1879年（明治12年）12月12日          | 1882年（明治15年）07月06日           | 鳥取県       | 40歳                  | 滋賀県令・内務大丞・琉球処分官 1期 |
| 08                     | 08 |                            | 芳川顯正     | 1882年（明治15年）07月19日          | 1885年（明治18年）06月13日           | 徳島県       |                       | 大蔵省紙幣頭、工部大丞、工部大書記官、電信局長 1期 内務少輔兼任                                                                                     |
| 09                     | 09 |                            | 渡邊洪基     | 1885年（明治18年）06月13日          | 1886年（明治19年）03月09日           | 福井県       |                       | 工部少輔 1期 |
| 10                     | 10 |                            | 高崎五六     | 1886年（明治19年）03月09日          | 1890年（明治23年）05月19日           | 鹿児島県     |                       | 元老院議官 1期 |
| 11                     | 11 |                            | 蜂須賀茂韶   | 1890年（明治23年）05月19日          | 1891年（明治24年）07月21日           | 徳島県       |                       | 徳島藩藩主・貴族院侯爵議員 1期 |
| 12                     | 12 |                            | 富田鐵之助   | 1891年（明治24年）07月21日          | 1893年（明治26年）10月26日           | 宮城県       |                       | 日本銀行総裁・貴族院勅選議員 1期 |
| 13                     | 13 |                            | 三浦安       | 1893年（明治26年）10月26日          | 1896年（明治29年）03月14日           | 愛媛県       |                       | 大蔵省官吏・元老院議官、貴族院勅選議員 1期 |
| 14                     | 14 |                            | 久我通久     | 1896年（明治29年）03月14日          | 1897年（明治30年）10月12日           | 京都府       |                       | 元老院議官、貴族院侯爵議員 1期 |
| 15                     | 15 |                            | 岡部長職     | 1897年（明治30年）10月12日          | 1898年（明治31年）07月16日           | 大阪府       |                       | 外務次官・貴族院子爵議員 1期 |
| 16                     | 16 |                            | 肥塚龍       | 1898年（明治31年）07月16日          | 1898年（明治31年）11月12日           | 兵庫県       |                       | 衆議院議員 1期 - 1898年（明治31年）10月1日まで東京市長を兼任。                                                                                      |
| 17                     | 17 |                            | 千家尊福     | 1898年（明治31年）11月12日          | 1908年（明治41年）03月25日           | 島根県       |                       | 出雲国造、出雲大社宮司・貴族院男爵議員・知事（埼玉・神奈川） 1期                                                                                    |
| 18                     | 18 |                            | 阿部浩       | 1908年（明治41年）03月28日          | 1912年（大正元年）12月30日           | 岩手県       |                       | 内務省社寺局長・知事（群馬・千葉・富山・新潟）・衆議院議員・貴族院勅選議員 1期                                                                      |
| 19                     | 19 |                            | 宗像政       | 1912年（大正元年）12月30日          | 1914年（大正03年）04月21日           | 熊本県       |                       | 衆議院議員・知事（埼玉・青森・福井・宮城・高知・広島・熊本） 1期                                                                                    |
| 20                     | 20 |                            | 久保田政周   | 1914年（大正03年）04月21日          | 1915年（大正04年）07月02日           | 東京都       |                       | 内務官僚・知事（栃木・三重） 1期 - 退任後、内務次官                                                                                                 |
| 21                     | 21 |                            | 井上友一     | 1915年（大正04年）07月02日          | 1919年（大正08年）06月12日           | 石川県       |                       | 内務官僚・神社局長・明治神宮造営局長 1期 - 在任中、死去                                                                                             |
| 22                     | 22 |                            | 阿部浩       | 1919年（大正08年）06月20日          | 1921年（大正10年）05月27日           | 岩手県       |                       | 2期 |
| 23                     | 23 |                            | 宇佐美勝夫   | 1921年（大正10年）05月27日          | 1925年（大正14年）09月16日           | 山形県       |                       | 内務官僚・富山県知事・韓国政府内務次官、朝鮮総督府内務部長官 1期                                                                                    |
| 24                     | 24 |                            | 平塚廣義     | 1925年（大正14年）09月16日          | 1929年（昭和04年）07月05日           | 山形県       |                       | 内務官僚・知事（栃木・長崎・兵庫） 1期 |
| 25                     | 25 |                            | 中川健藏     | 1929年（昭和04年）07月05日          | 1929年（昭和04年）10月09日           | 新潟県       |                       | 内務官僚（北海道庁）・知事（香川・熊本）・北海道長官 1期 - 退任後、文部次官                                                                         |
| 26                     | 26 |                            | 牛塚虎太郎   | 1929年（昭和04年）10月09日          | 1931年（昭和06年）12月18日           | 富山県       |                       | 官僚（逓信省入省）・知事（岩手・群馬・宮城） 1期 - 退任後、互選東京市長                                                                             |
| 27                     | 27 |                            | 長谷川久一   | 1931年（昭和06年）12月18日          | 1932年（昭和07年）01月12日           | 長崎県       |                       | 内務官僚・知事（石川・和歌山・長崎・静岡） 1期 - 退任後、警視総監                                                                                   |
| 28                     | 28 |                            | 藤沼庄平     | 1932年（昭和07年）01月12日          | 1932年（昭和07年）05月27日           | 栃木県       |                       | 内務官僚・知事（茨城・静岡）・警保局長 1期 - 退任前、警視総監を兼務、退任後も継続                                                                   |
| 29                     | 29 |                            | 香坂昌康     | 1932年（昭和07年）05月27日          | 1935年（昭和10年）01月04日           | 山形県       |                       | 内務官僚・知事（福島・愛媛・岡山・愛知） 1期 |
| 30                     | 30 |                            | 横山助成     | 1935年（昭和10年）01月15日          | 1937年（昭和12年）02月10日           | 秋田県       |                       | 内務官僚・知事（岡山・石川・広島・京都・神奈川）・警保局長 1期- 退任後、警視総監                                                                    |
| 31                     | 31 |                            | 館哲二       | 1937年（昭和12年）02月10日          | 1938年（昭和13年）06月24日           | 富山県       |                       | 内務官僚・知事（鳥取・石川）・神社局長 1期 - 退任後、内務次官                                                                                       |
| 32                     | 32 |                            | 岡田周造     | 1938年（昭和13年）06月24日          | 1941年（昭和16年）01月07日           | 栃木県       |                       | 内務官僚・知事（千葉・山口・長野・兵庫）・地方局長 1期                                                                                              |
| 33                     | 33 |                            | 川西實三     | 1941年（昭和16年）01月07日          | 1942年（昭和17年）01月09日           | 兵庫県       |                       | 内務官僚・知事（埼玉・長崎・京都） 1期 |
| 34                     | 34 |                            | 松村光磨     | 1942年（昭和17年）01月09日          | 1943年（昭和18年）07月01日           | 佐賀県       |                       | 内務官僚・知事（栃木・神奈川）・計画局長 1期 |
| 東京市長 (1889-1943)   |    |                            |              |                                     |                                      |              |                       | |
| 代                     | 期 | 写真                       | 氏名         | 任期初日                            | 任期終日                             | 出身         |                       | 前職等・期・備考 |
|                        |    |                            |              | 1889年（明治22年）05月01日          | 1898年（明治31年）10月01日           |              |                       | 市制特例により市長を設置せず、 府知事が職務を執行。                                                                                                 |
| 01                     | 01 |                            | 松田秀雄     | 1898年（明治31年）10月06日          | 1903年（明治36年）06月15日           | 滋賀県       |                       | 衆議院議員 1期 |
| 02                     | 02 |                            | 尾崎行雄     | 1903年（明治36年）06月29日          | 1908年（明治41年）09月12日           | 神奈川県     |                       | 1期、衆議院議員と兼任 |
| 03                     | 03 | 1908年（明治41年）09月30日 | 尾崎行雄     | 1912年（明治45年）06月26日          |                                      | 神奈川県     | 2期、衆議院議員と兼任 | |
| 04                     | 04 |                            | 阪谷芳郎     | 1912年（明治45年）07月12日          | 1915年（大正04年）02月25日           | 岡山県       |                       | 大蔵大臣 1期 |
| 05                     | 05 |                            | 奥田義人     | 1915年（大正04年）06月15日          | 1917年（大正06年）08月21日           | 鳥取県       |                       | 拓殖務次官・農商務次官・法制局長官・衆議院議員・貴族院勅選議員・文部大臣・司法大臣 1期                                                              |
| 06                     | 06 |                            | 田尻稻次郎   | 1918年（大正07年）04月05日          | 1920年（大正09年）11月27日           | 鹿児島県     |                       | 大蔵官僚・大蔵次官・貴族院勅選議員 1期 |
| 07                     | 07 |                            | 後藤新平     | 1920年（大正09年）12月17日          | 1923年（大正12年）04月27日           | 岩手県       |                       | 台湾総督府民政長官・逓信大臣・鉄道院総裁・内務大臣・外務大臣 1期                                                                                    |
| 08                     | 08 |                            | 永田秀次郎   | 1923年（大正12年）05月29日          | 1924年（大正13年）09月08日           | 兵庫県       |                       | 内務官僚・三重県知事・警保局長 1期 |
| 09                     | 09 |                            | 中村是公     | 1924年（大正13年）10月08日          | 1926年（大正15年）06月08日           | 広島県       |                       | 大蔵官僚、南満洲鉄道株式会社（満鉄）総裁、鉄道院総裁・貴族院勅選議員 1期                                                                            |
| 10                     | 10 |                            | 伊澤多喜男   | 1926年（大正15年）07月16日          | 1926年（大正15年）10月23日           | 長野県       |                       | 内務官僚・知事（和歌山・愛媛・新潟）・警視総監・貴族院勅選議員・台湾総督 1期                                                                        |
| 11                     | 11 |                            | 西久保弘道   | 1926年（大正15年）10月29日          | 1927年（昭和02年）12月12日           | 千葉県       |                       | 内務官僚・福島県知事・北海道長官・警視総監・貴族院勅選議員 1期・互選                                                                                |
| 12                     | 12 |                            | 市来乙彦     | 1928年（昭和03年）01月07日          | 1929年（昭和04年）02月14日           | 鹿児島県     |                       | 大蔵次官・貴族院勅選議員・日本銀行総裁 1期・互選 |
| 13                     | 13 |                            | 堀切善次郎   | 1929年（昭和04年）04月24日          | 1930年（昭和05年）05月12日           | 福島県       |                       | 内務官僚・神奈川県知事・復興局長官 1期・互選 |
| 14                     | 14 |                            | 永田秀次郎   | 1930年（昭和05年）05月30日          | 1933年（昭和08年）01月25日           | 兵庫県       |                       | 2期・互選 |
| 15                     | 15 |                            | 牛塚虎太郎   | 1933年（昭和08年）05月10日          | 1937年（昭和12年）05月09日           | 富山県       |                       | 府知事 1期・互選 |
| 16                     | 16 |                            | 小橋一太     | 1937年（昭和12年）06月28日          | 1939年（昭和14年）04月14日           | 熊本県       |                       | 内務官僚・内務次官・内閣書記官長・文部大臣 1期・互選                                                                                                |
| 17                     | 17 |                            | 賴母木桂吉   | 1939年（昭和14年）04月24日          | 1940年（昭和15年）02月19日           | 広島県       |                       | 衆議院議員・逓信大臣・報知新聞社長 1期・互選 - 在任中死去                                                                                           |
| 18                     | 18 |                            | 大久保留次郎 | 1940年（昭和15年）05月12日          | 1942年（昭和17年）07月22日           | 茨城県       |                       | 内務官僚・千葉県知事 1期・互選 |
| 19                     | 19 |                            | 岸本綾夫     | 1942年（昭和17年）08月03日          | 1943年（昭和18年）06月30日           | 岡山県       |                       | 陸軍大将 1期・互選 |
| 東京都長官 (1943-1947) |    |                            |              |                                     |                                      |              |                       | |
| 代                     | 期 | 写真                       | 氏名         | 任期初日                            | 任期終日                             | 出身         |                       | 期・備考 |
| 01                     | 01 |                            | 大達茂雄     | 1943年（昭和18年）07月01日          | 1944年（昭和19年）07月22日           | 島根県       |                       | 内務官僚・福井県知事・内務次官 1期 |
| 02                     | 02 |                            | 西尾壽造     | 1944年（昭和19年）07月25日          | 1945年（昭和20年）08月23日           | 鳥取県       |                       | 陸軍大将・支那派遣軍総司令官 1期 関東信越地方総監を兼任                                                                                             |
| 03                     | 03 |                            | 廣瀨久忠     | 1945年（昭和20年）08月23日          | 1946年（昭和21年）01月15日           | 山梨県       |                       | 内務官僚・知事（三重・埼玉）・内務次官・厚生次官・厚生大臣・内閣法制局長官・貴族院勅選議員・内閣書記官長 1期 関東信越地方総監を兼任（10月31日まで） |
| 04                     | 04 |                            | 藤沼庄平     | 1946年（昭和21年）01月15日          | 1946年（昭和21年）06月08日           | 栃木県       |                       | 通算2期 |
| 05                     | 05 |                            | 松井春生     | 1946年（昭和21年）06月08日          | 1946年（昭和21年）07月23日           | 三重県       | 55歳                  | 内務官僚・資源局長官・大阪府知事・貴族院勅選議員 1期                                                                                                |
| 06                     | 06 |                            | 安井誠一郎   | 1946年（昭和21年）07月23日          | 1947年（昭和22年）03月13日           | 岡山県       |                       | 内務官僚・新潟県知事・厚生次官 官選1期 |
| 07                     | 07 |                            | 飯沼一省     | 1947年（昭和22年）03月13日          | 1947年（昭和22年）04月14日           | 福島県       |                       | 内務官僚・知事（埼玉・静岡・広島・神奈川）・神社局長・神祇院副総裁・貴族院勅選議員・内務次官 1期                                                    |
| 08                     | 08 |                            | 安井誠一郎   | 1947年（昭和22年）04月14日          | 1947年（昭和22年）05月03日           | 岡山県       |                       | 公選1期 1947年5月3日の地方自治法施行により東京都知事に移行                                                                                          |
| 東京都知事 (1947-)     |    |                            |              |                                     |                                      |              |                       | |
| 代                     | 期 | 写真                       | 氏名         | 任期初日                            | 任期終日                             | 出身         |                       | 期・備考 |
| 01                     | 01 |                            | 安井誠一郎   | 1947年（昭和22年）05月03日          | 1951年（昭和26年）05月02日           | 岡山県       | 56歳                  | 公選1期・通算3期 |
| 02                     | 02 | 1951年（昭和26年）05月03日 | 安井誠一郎   | 1955年（昭和30年）04月26日          | 60歳                                 | 岡山県       | 公選2期・通算4期      | |
| 03                     | 03 | 1955年（昭和30年）04月27日 | 安井誠一郎   | 1959年（昭和34年）04月18日          | 64歳                                 | 岡山県       | 公選3期・通算5期      | |
| 04                     | 04 |                            | 東龍太郎     | 1959年（昭和34年）04月27日          | 1963年（昭和38年）04月22日           | 大阪府       | 66歳                  | 1期 |
| 05                     | 05 | 1963年（昭和38年）04月23日 | 東龍太郎     | 1967年（昭和42年）04月22日          | 70歳                                 | 大阪府       | 2期                   | |
| 06                     | 06 |                            | 美濃部亮吉   | 1967年（昭和42年）04月23日          | 1971年（昭和46年）04月22日           | 東京都文京区 | 63歳                  | 1期・無所属 |
| 07                     | 07 | 1971年（昭和46年）04月23日 | 美濃部亮吉   | 1975年（昭和50年）04月22日          | 67歳                                 | 東京都文京区 | 2期・無所属           | |
| 08                     | 08 | 1975年（昭和50年）04月23日 | 美濃部亮吉   | 1979年（昭和54年）04月22日          | 71歳                                 | 東京都文京区 | 3期・無所属           | |
| 09                     | 09 |                            | 鈴木俊一     | 1979年（昭和54年）04月23日          | 1983年（昭和58年）04月22日           | 東京都昭島市 | 69歳                  | 1期・無所属 |
| 10                     | 10 | 1983年（昭和58年）04月23日 | 鈴木俊一     | 1987年（昭和62年）04月22日          | 73歳                                 | 東京都昭島市 | 2期・無所属           | |
| 11                     | 11 | 1987年（昭和62年）04月23日 | 鈴木俊一     | 1991年（平成03年）04月22日          | 77歳                                 | 東京都昭島市 | 3期・無所属           | |
| 12                     | 12 | 1991年（平成03年）04月23日 | 鈴木俊一     | 1995年（平成07年）04月22日          | 81歳                                 | 東京都昭島市 | 4期・無所属           | |
| 13                     | 13 |                            | 青島幸男     | 1995年（平成07年）04月23日          | 1999年（平成11年）04月22日           | 東京都中央区 | 63歳                  | 1期・無所属 |
| 14                     | 14 |                            | 石原慎太郎   | 1999年（平成11年）04月23日          | 2003年（平成15年）04月22日           | 兵庫県       | 66歳                  | 1期・無所属 |
| 15                     | 15 | 2003年（平成15年）04月23日 | 石原慎太郎   | 2007年（平成19年）04月22日          | 70歳                                 | 兵庫県       | 2期・無所属           | |
| 16                     | 16 | 2007年（平成19年）04月23日 | 石原慎太郎   | 2011年（平成23年）04月22日          | 74歳                                 | 兵庫県       | 3期・無所属           | |
| 17                     | 17 | 2011年（平成23年）04月23日 | 石原慎太郎   | 2012年（平成24年）10月31日          | 78歳                                 | 兵庫県       | 4期・無所属           | |
| 18                     | 18 |                            | 猪瀨直樹     | 2012年（平成24年）12月18日          | 2013年（平成25年）12月24日           | 長野県       | 66歳                  | 1期・無所属 |
| 19                     | 19 |                            | 舛添要一     | 2014年（平成26年）02月11日          | 2016年（平成28年）06月21日           | 福岡県       | 65歳                  | 1期・無所属 |
| 20                     | 20 |                            | 小池百合子   | 2016年（平成28年）08月02日          | 2020年（令和02年）07月30日           | 兵庫県       | 64歳                  | 1期・無所属 |
| 21                     | 21 | 2020年（令和02年）07月31日 | 小池百合子   | 2024年（令和06年）07月30日          | 67歳                                 | 兵庫県       | 2期・無所属           | |
| 22                     | 22 | 2024年（令和06年）07月31日 | 小池百合子   | 現職                                | 71歳                                 | 兵庫県       | 3期・無所属           | |

※1986年（昭和61年）までの就任者の氏名、任期初・終日（旧暦併記分は旧暦のみ）、出身地、期・備考（在任期数および所属政党を除く）は、『東京都職制沿革』による。